# Station Holmstrup
Station Holmstrup is een station in Holmstrup in de  Deense gemeente  Odense. Holmstrup  is geopend in 1865. Het oorspronkelijke stationsgebouw is verdwenen. De reiziger heeft de beschikking over een abri en een kaartautomaat.
Het station ligt aan de spoorlijn van Nyborg naar Fredericia, de hoofdverbinding tussen Kopenhagen en Jutland. Het station wordt alleen aangedaan door regiotreinen.